# Become.com
Become.comは、ユーザーに理想的な買物を提供することをミッションとした商品比較ショッピングサイトで、主に電化製品やインテリア、ガーデニング、コンピューター、カメラ、洋服、健康用品、コスメ等の商品を扱っているアメリカの価格比較サイト。

## 歴史
Become Incは、My Simonを設立した企業化のMichael Yang、Yeogirl Yunによって設立された。
2005年2月初め頃までには、Yahooシニアマネージャーであり、Alta Vista、AllTheWeb、そしてInktomiのデータベースをYahooに導入したJon Glickを迎えた。その他経営陣は、NexTagのGreg Haslam、そしてeBayのTony PecoraもBecome.comに経営陣として参加した。
Become.comは、カリフォルニア州マウンテンビューにある。会社設立初期の頃に基金を募った。その後には、Transcosmos venture capital groupから7,200万ドルの資金を募った。2008年3月14日にはBecome.comはTPG Growth Fundにより17.500万ドルにも上る資金を集めた。

## 業界からの評価
Become.comは、Forbes magazineとBusiness Weekに2005年、2006年とthe Best of the Webとして投票された。
加えて、Become.comはForbes, SearchEngineWatch, Market Watch等の権威のある業界ニュースやプレスでも取り扱われている。
設立者や経営陣の多くは、インタビューを受けたり、Marketing Shift、Organized Shopping 、ClickZ 、InternetNews、そしてeCommerceOptimization.comなどの業界のプロ達にQ&Aを行ったりしている。
Become.comは、PC Magazineのベスト10トラッキングサイトで、1位のトラッキングサイトとして紹介された。
Become.comはAlways On Media 100 Winnerにも紹介された。
Become.comのAIRテクノロジーは、Communicationの号でACMというコンピュータの業界とエンジニアにとってもっとも権威のある雑誌で発表された。
記事は、Ranklng Billions of Web Pages Using Diodesで、Rohit Kaul、Yeogirl Yun、そして博士Seong-Gon Kimによって書かれ、AIRのランキングシステムと他のリンクベースのランキングのアルゴリズムの違いについて話されている。